# Алексієвка (Кармаскалинський район)
Алексі́євка (рос. Алексеевка, башк. Алексеевка) — присілок у складі Кармаскалинського району Башкортостану, Росія. Входить до складу Кармаскалинської сільської ради.
Населення — 68 осіб (2010; 88 в 2002).
Національний склад:
- росіяни — 93 %